# 길정화
길정화(1983년 1월 11일~)는 대한민국의 가수이다.
1990년 소년중앙 잡지 모델로 데뷔하였다. 1992년 KBS 청춘드라마 《내일은 사랑》의 단역 출연으로 텔레비전 연기자활동을 시작하였으며, 이후 뮤지컬배우와 연극배우 활동하다가 2000년 가수 활동을 시작하였다.

## 학력
- 서울예술대학교 연극학과 졸업

## 출연작

### TV드라마
- 1992년 KBS 청춘드라마 《내일은 사랑》
- 1993년 MBC 설날특집드라마 《야등이》
- 1993년 SBS 드라마스페셜 《도깨비가 간다》
- 1994년 EBS 어린이드라마 《언제나 푸른 마음》
- 1994년 MBC 미니시리즈 《도전》
- 1995년 KBS1 《역사의 라이벌》
- 1995년 MBC 미니시리즈 《호텔》
- 1995년 SBS 드라마스페셜 《아스팔트 사나이》
- 1996년 SBS 청소년드라마 《성장느낌18세》
- 1996년 EBS 청소년드라마 《감성세대》
- 1996년 KBS 청소년드라마 《스타트》
- 1997년 MBC 일일시트콤 《남자 셋 여자 셋》
- 1997년 SBS 주말극장 《꿈의 궁전》
- 1998년 SBS 일일연속극 《7인의 신부》
- 1998년 ITV 일일드라마 《가족》
- 1998년 EBS 청소년드라마 《내일》
- 2003년 ITV 코믹드라마 《러브 러브》

## 경력
- 2013년 클린금천 홍보대사

## 수상
- 2012년 종합문화예술제 문화예술대상

## 데뷔
- 2000년 통일소녀 1집 앨범 "휘파람"

## 음반
- 2000년 통일소녀 1집 - 휘파람
- 2002년 통일소녀 2집 - 통일소녀 Ⅱ
- 2006년 2집 - 찬스
- 2009년 당신의 여자
- 2015년 이 노래 주인공은 너
- 2016년 비밀결혼
- 2017년 내 여자 없냐